# Toussaint-Marie Gautier-Lamotte
Toussaint-Marie Gautier dit Gautier-Lamotte est un homme politique français, né en 1755 à Saint-Brieuc (Bretagne) et mort dans la même ville le 6 novembre 1829.

## Biographie
Fils d'un procureur au siège de l'amirauté à Saint-Brieuc, il est élu député des Côtes-du-Nord au Conseil des Cinq-Cents le 23 germinal an V et en sort en l'an VII. 
Il est ensuite président du tribunal de première instance de l'arrondissement de Saint-Brieuc jusqu'à sa mort.